# Nicolas-Toussaint Charlet

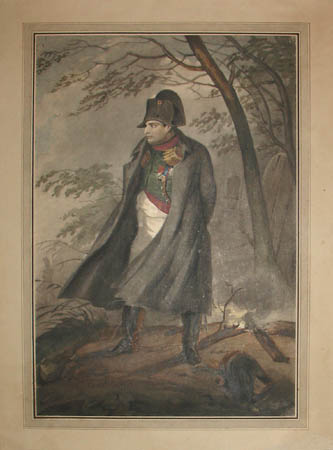
Napoleon Bonaparte, ręcznie barwiona litografia, ok. 1820

Nicolas-Toussaint Charlet (ur. 20 grudnia 1792 w Paryżu, zm. 30 października 1845 tamże) – francuski malarz, grafik, karykaturzysta i pedagog.
Był uczniem Antoine Grosa i przyjacielem romantycznego malarza Théodore`a Géricaulta. Znany jest głównie jako twórca obrazów, rysunków i litografii o tematyce batalistycznej ilustrujących kampanie napoleońskie. Poruszał również tematykę społeczną i polityczną, tworzył też karykatury. Jego litografie odznaczają się dbałością o wierność szczegółów i stanowią cenne źródło informacji historycznej. Prace artysty są obecnie w zbiorach wielu muzeów francuskich i Francuskiej Biblioteki Narodowej w Paryżu.
Nicolas-Toussaint Charlet był też uznanym pedagogiem i członkiem Académie des Beaux-Arts od 1836, jego uczniem był polski malarz Piotr Michałowski.